# Place de l'École-Militaire
La place de l’École-Militaire est une place du 7e arrondissement de Paris.

## Situation et accès
La place de l'École-Militaire se situe au nord-est de l’École militaire. Six avenues rejoignent cette place :
- l’avenue de La Bourdonnais au nord ;
- l’avenue Bosquet au nord-est ;
- l’avenue de La Motte-Picquet à l’est ;
- l’avenue de Tourville au sud-est ;
- l’avenue Duquesne au sud ;
- la place Joffre à l’ouest.

La place de l'École-Militaire est desservie par la ligne 8 à la station École Militaire.

## Origine du nom
Cette place doit son nom à l'École militaire à laquelle elle mène.

## Historique

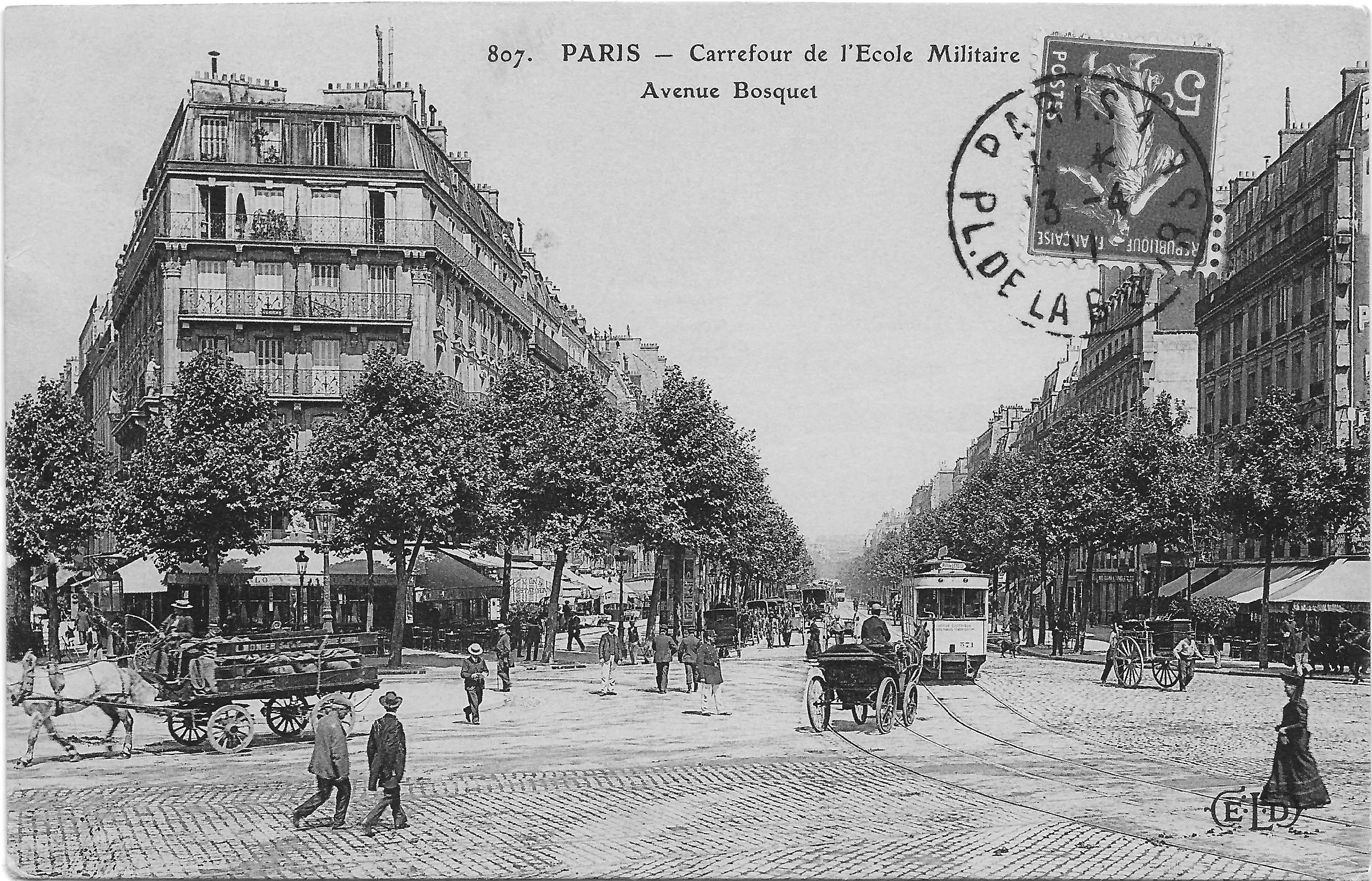
Au croisement avec l'avenue Bosquet sur une carte postale ancienne.

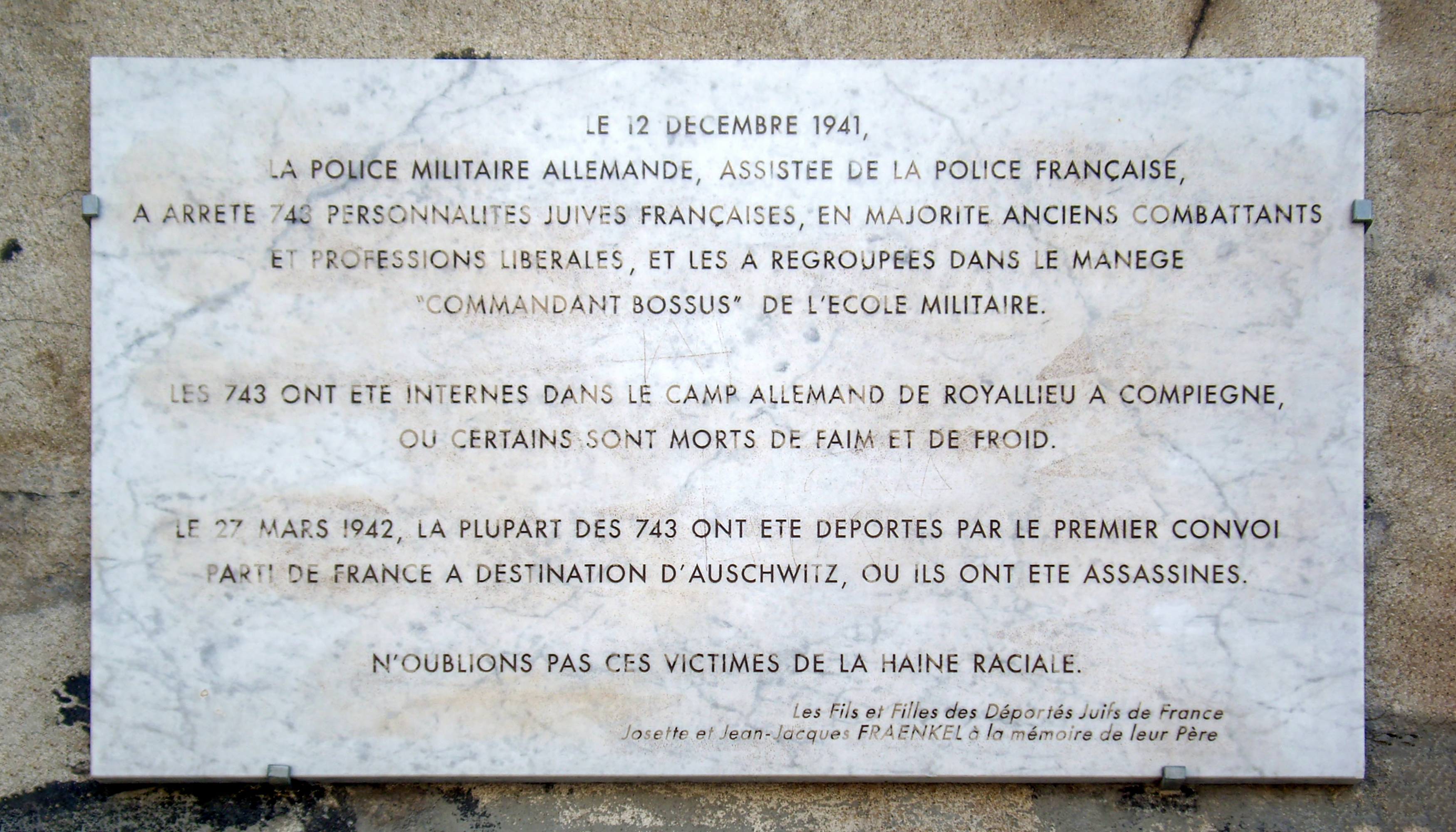
Plaque des Déportés, place de l'École-Militaire.

Avant sa création, en 1912, c'était une partie de l'avenue Duquesne, entre les avenues de La Motte-Picquet et de Tourville, et partie de l'avenue de Tourville, entre les avenues de La Motte-Picquet et Duquesne.

## Bâtiments remarquables et lieux de mémoire
- Du côté est, la place est desservie par plusieurs brasseries avec de grandes terrasses, et à l'est avec l'entrée des véhicules de l'École militaire.
- École militaire.